# Takuya Masuda
x
Takuya Masuda (増田 卓也 Masuda Takuya?,  Hiroshima, Hiroshima, 29 de junio de 1989) es un exfutbolista japonés que jugaba de portero.

## Trayectoria

### Clubes
| Club                            | País  | Año       |
| ------------------------------- | ----- | --------- |
| Universidad Ryutsu Keizai F. C. | Japón | 2008-2011 |
| Sanfrecce Hiroshima             | Japón | 2012-2021 |
| V-Varen Nagasaki (préstamo)     | Japón | 2017-2018 |
| F. C. Machida Zelvia (préstamo) | Japón | 2019      |
| F. C. Machida Zelvia (préstamo) | Japón | 2021      |
| Roasso Kumamoto                 | Japón | 2022-2023 |

### Selección nacional
| Selección | País  | Año  |
| --------- | ----- | ---- |
| Sub-23    | Japón | 2012 |

## Palmarés

### Títulos nacionales
| Título             | Club                | País  | Año  |
| ------------------ | ------------------- | ----- | ---- |
| J1 League          | Sanfrecce Hiroshima | Japón | 2012 |
| Supercopa de Japón | Sanfrecce Hiroshima | Japón | 2013 |
| J1 League          | Sanfrecce Hiroshima | Japón | 2013 |